# Schlepper (Schiffstyp)

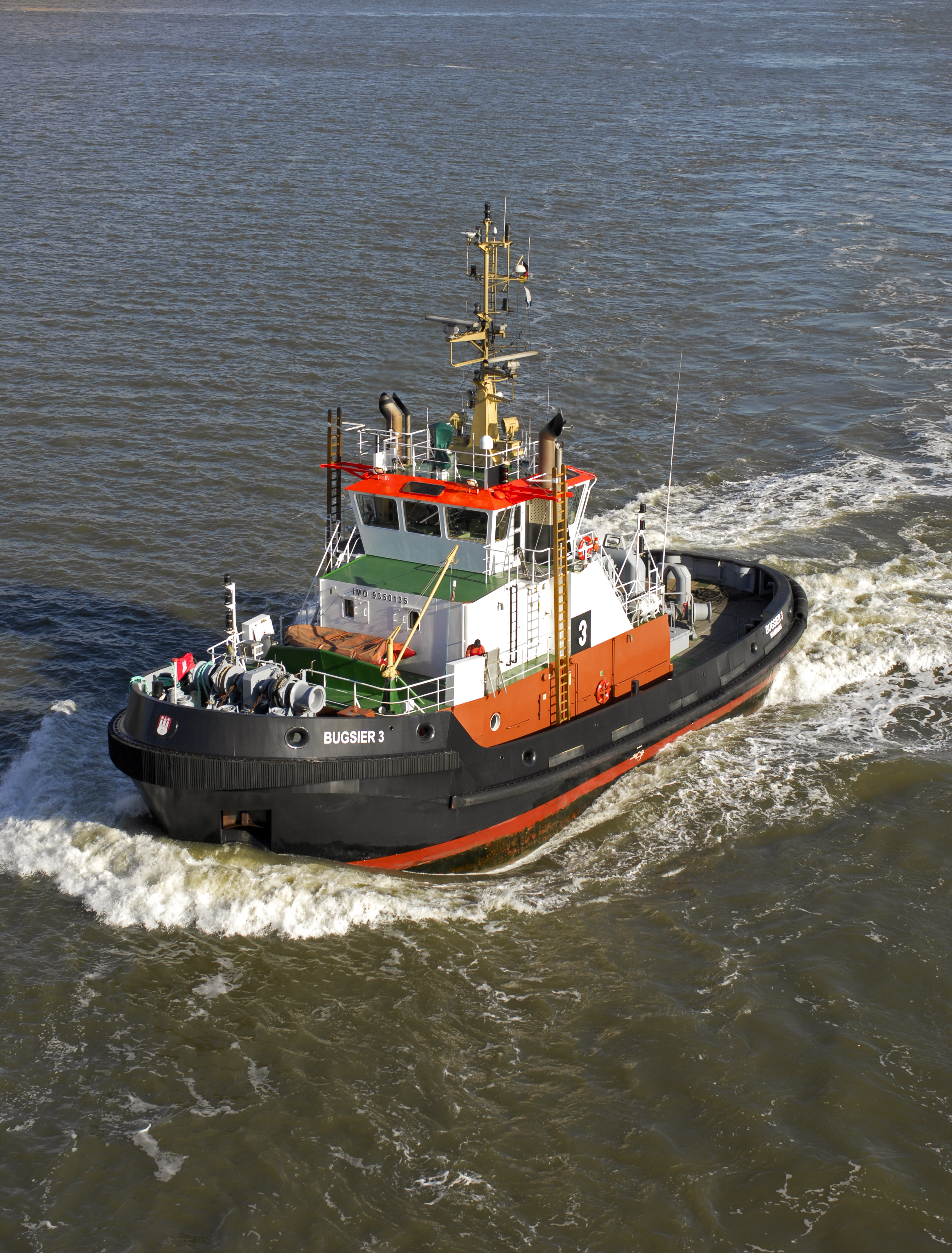
Schlepper Bugsier 3 in Bremerhaven (2009)

Schema eines Schleppers

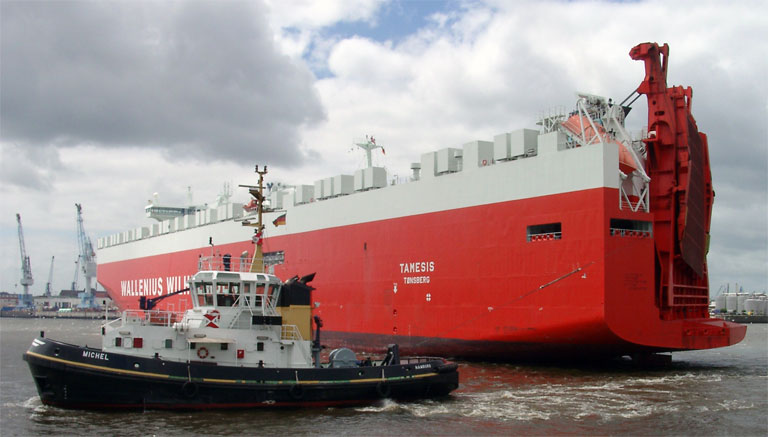
Der 30 m kurze Hafenschlepper Michel dreht einen 240 m langen RoRo-Frachter auf der Norderelbe im Hamburger Hafen (2004)

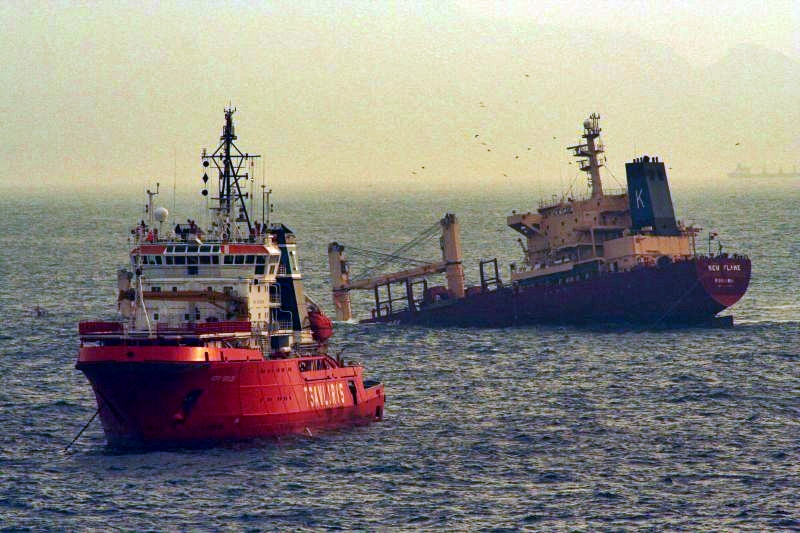
Bergungsschlepper vor havariertem Schiff (New Flame, Gibraltar, 2007)

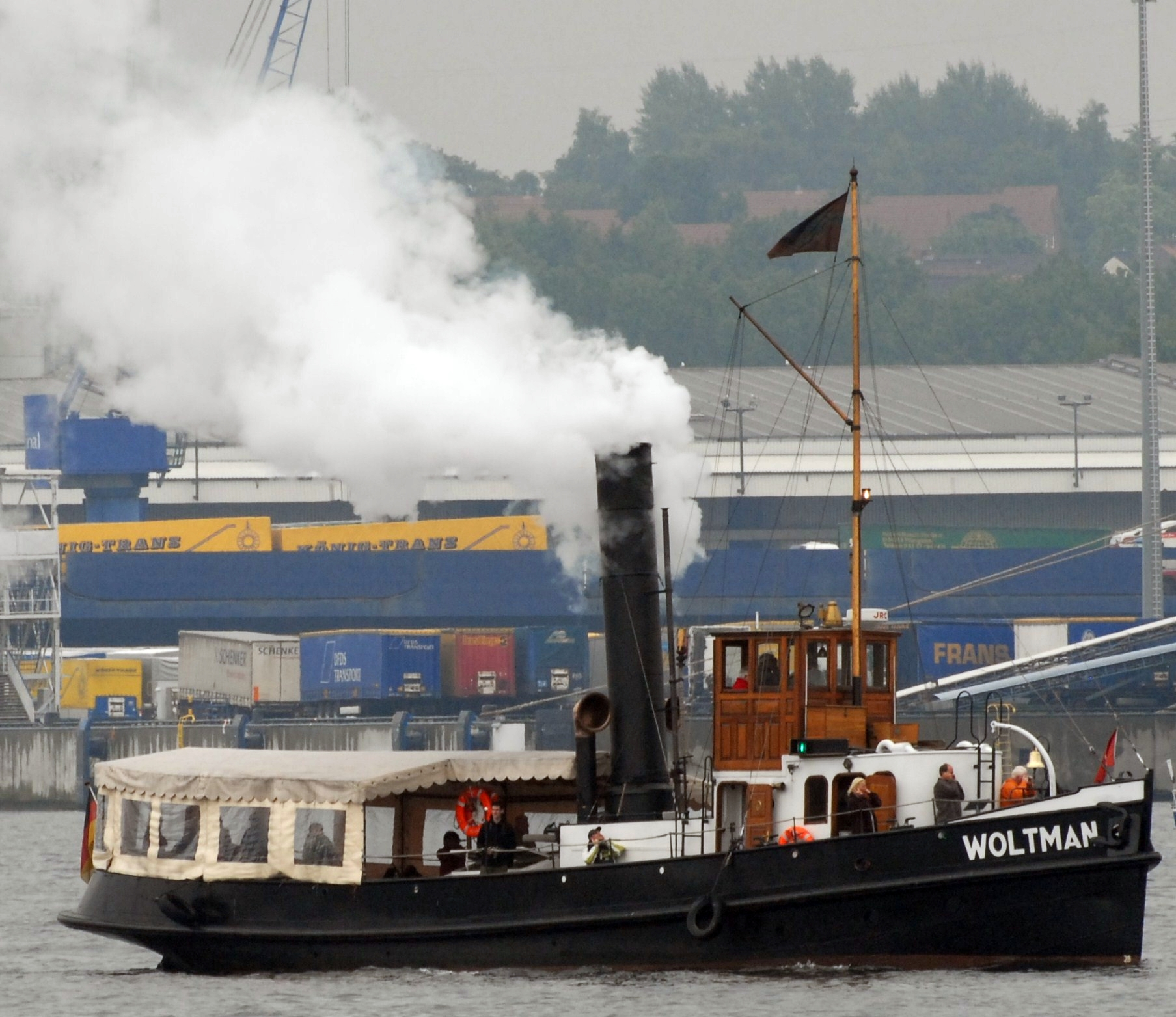
Dampfschlepper Woltman im Kieler Hafen bei der Kieler Woche 2007

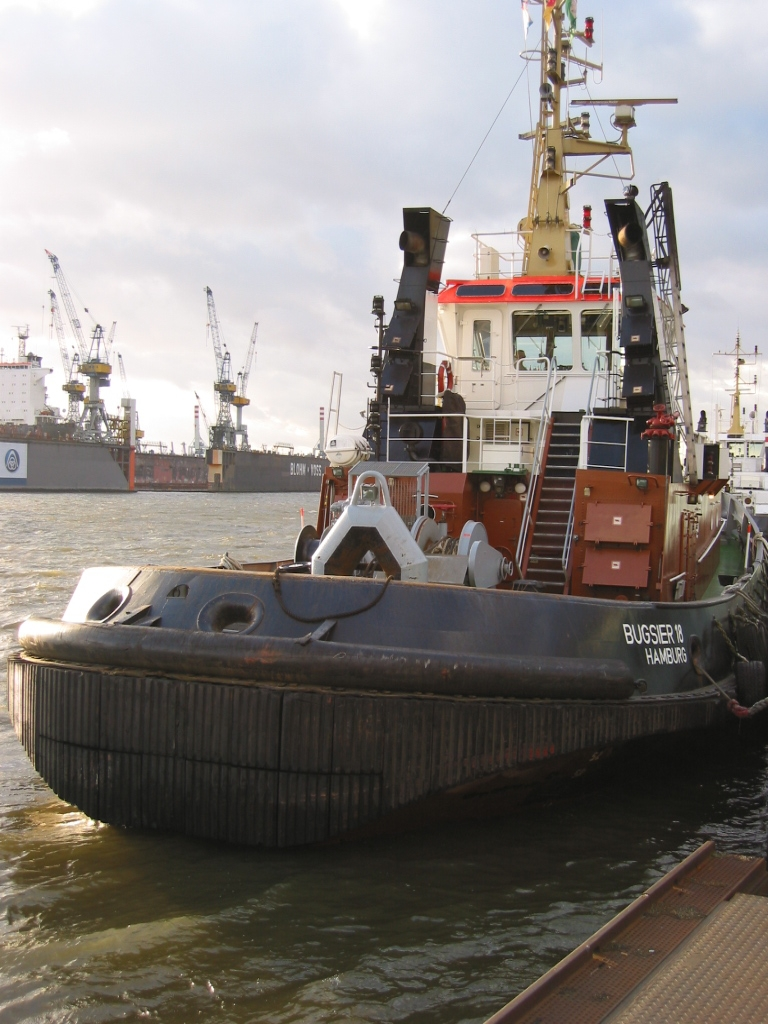
Achterschiff mit Seilwinde und Seilführung, Bugsier 18, Hamburg (2004)

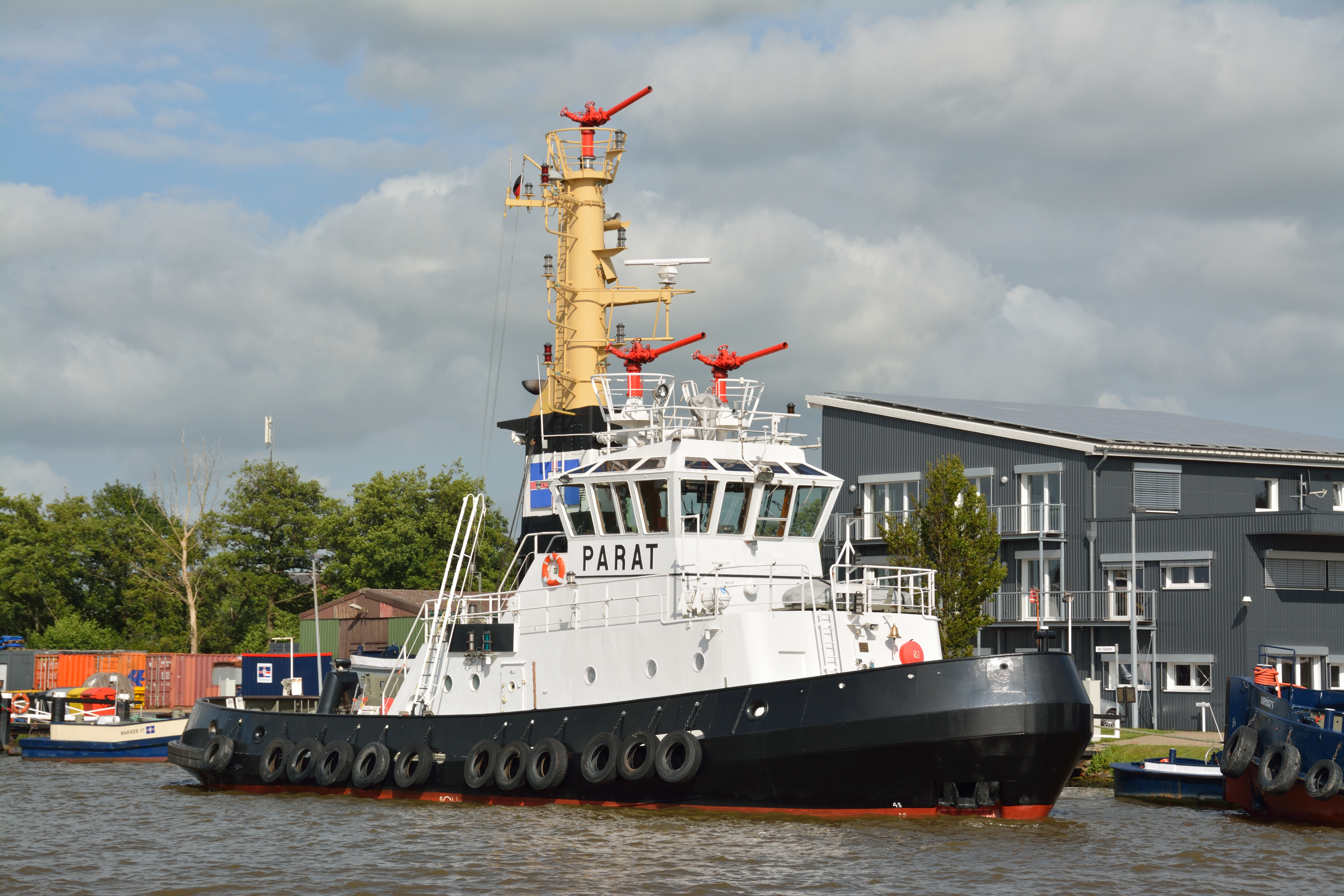
Schlepper Parat mit Feuerlöscheinrichtung in Brunsbüttel (2013)

Schlepper oder Schleppschiffe sind Schiffe mit leistungsstarker Antriebsanlage, die zum Ziehen und Schieben anderer Schiffe oder großer schwimmfähiger Objekte eingesetzt werden. Meist werden zum Ziehen Schlepptrossen verwendet, die am Schlepper an Haken eingehängt oder an Seilwinden aufgerollt sind.

## Arten von Schleppern
Schlepper lassen sich nach Bauweise und Einsatzzweck unterscheiden, wobei sich die Merkmale auch überschneiden können.

### Unterscheidung nach Einsatzzweck
- Hochseeschlepper: seegängige Schlepper, die für den Transport von Hochseeleichtern, havarierten Schiffen oder anderen Objekten eingesetzt werden.
- Ankerziehschlepper (AHT – Anchor Handling Tug): seegängige Schlepper mit hohem Pfahlzug, die zum Verschleppen von Bohrinseln eingesetzt werden; sie dienen manchmal zugleich auch als Versorger für Bohrinseln (AHTS – Anchor Handling Tug Supply)
- Bergungsschlepper: seegängige Schlepper mit hohem Pfahlzug, die zur Bergung von havarierten Schiffen dienen; teilweise auch in staatlichem Auftrag als Notschlepper im Einsatz
- Hafen-, Assistenz- oder Bugsierschlepper: relativ kleine, sehr wendige Schlepper, die größere Schiffe in Häfen zum Liegeplatz bugsieren (d. h. schleppen, schieben, drücken etc.).
- Fluss- oder Binnenschlepper: nicht seegängige Schlepper, die motorlose Schleppkähne und Schuten durch Kanäle und Flüsse schleppen. Teilweise wurden auch die Kähne oder Schuten als Schleppschiffe bezeichnet.

### Unterscheidung nach Bauart
Grundsätzlich kann zwischen Schleppern mit konventionell aufgebauter Antriebsanlage (Motor, Getriebe, Wellenanlage, Propeller, Ruder) und Schleppern mit rundum steuerbaren Antrieben (Propellergondeln oder Voith-Schneider-Antrieb) unterschieden werden. Bei der letztgenannten Bauform unterscheidet man nach der Einbauposition der Antriebsanlagen.
- Heckschlepper (ASD – Azimuthing Stern Drive, dt. schwenkbarer Heckantrieb): Eine oder zwei Antriebsanlagen, Installation im Heck
- Traktorschlepper: Eine oder zwei Antriebsanlagen, Installation unter dem Vorschiff
- „Rotor“-Schlepper: Drei Antriebsanlagen, zwei unter dem Vorschiff, eine weitere im Heck. Der Schlepper kann auf der Stelle drehen. Die Bezeichnung „Rotortug“ ist ein geschützter Name des niederländischen Unternehmens KST.[1]

## Leistung, Pfahlzug, Propellercharakteristik
Die Leistung der Schlepper variiert je nach Typ. Ein wesentliches Maß ist der so genannte Pfahlzug, der in Tonnen gemessen wird. Hochseeschlepper haben Motorleistungen von 15.000 kW und mehr, der Pfahlzug kann über 250 Tonnen betragen. Moderne größere Hafenschlepper entwickeln bei Motorleistungen von 2.000 kW bis 4.000 kW einen Pfahlzug von 20 bis 80 Tonnen.
Dass ein Schlepper einen viel größeren Schub aufbringen muss als nur seinen eigenen Widerstand bei der jeweiligen Geschwindigkeit, bedeutet, dass seine Propeller ihren optimalen Betriebspunkt bei einer relativ kleinen Fortschrittsziffer aufweisen müssen. Deswegen sind die Propeller von Schleppern meistens als Düsenpropeller ausgeführt, d. h., sie sind von einer Kortdüse ummantelt.
Besonders leistungsfähige deutsche Schlepper waren die beiden Ankerziehschlepper der Uranus-Klasse, die ursprünglich für Harms Bergung erbaut wurden und sich inzwischen im Besitz der niederländischen Reederei ALP Maritime befinden. Die als Notschlepper eingesetzte Nordic hat einen Pfahlzug von 201 Tonnen, ihre Vorgängerin Oceanic von 180 Tonnen.

## Wendigkeit

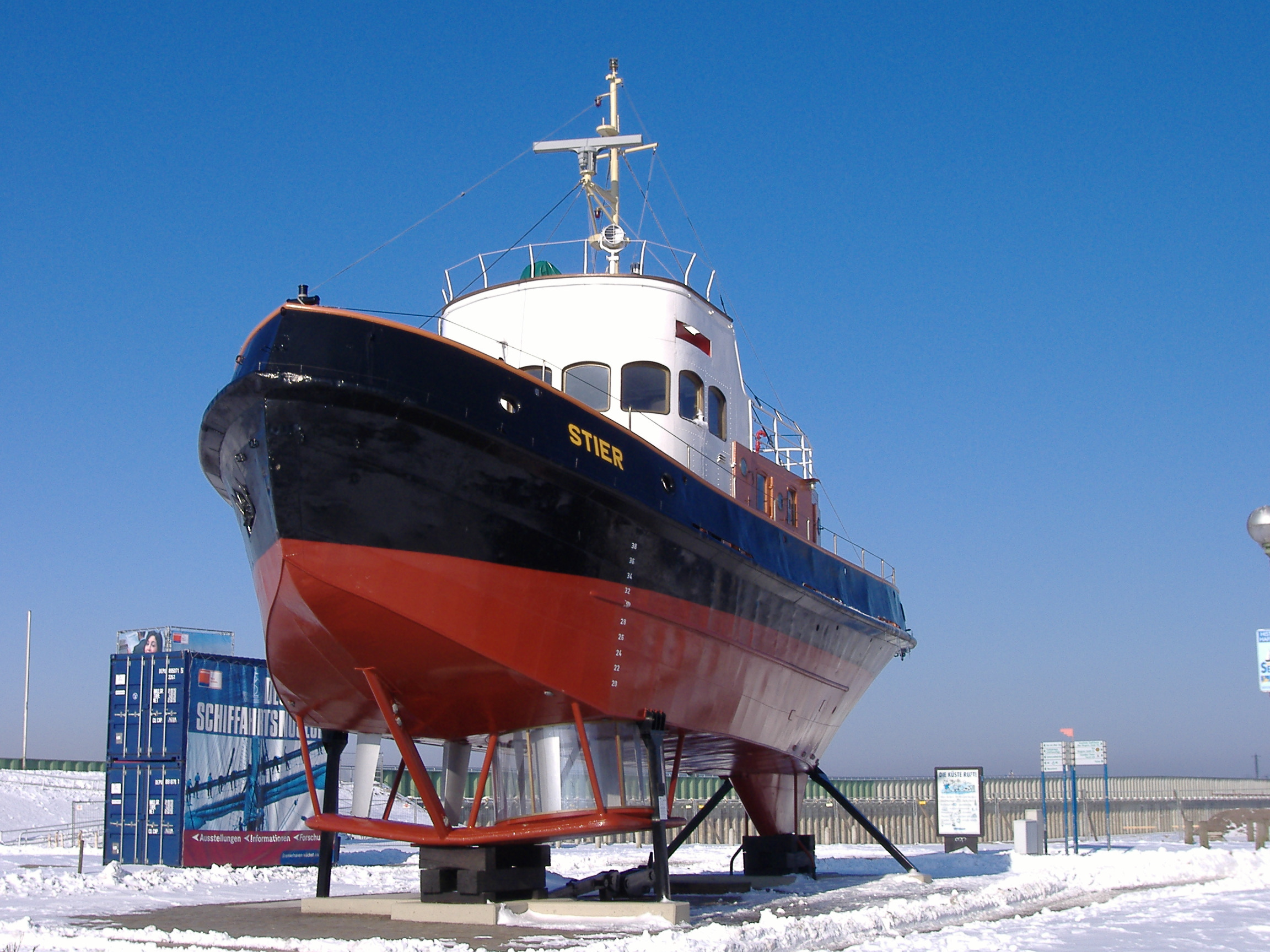
Der Hafenschlepper Stier mit Voith-Schneider-Antrieb

Hafenschlepper müssen wegen der im engen Hafenbecken begrenzten Aktionsflächen besonders wendig sein. Daher werden für den Antrieb im Gegensatz zu früheren Ausführungen mit konventionellen Antriebsanlagen häufig unbegrenzt um die Hochachse drehbare Propellergondeln eingesetzt, sogenannte Schottel-Ruderpropeller. Diese können sowohl als Hauptantrieb oder als primärer Manövrierantrieb genutzt werden.
Eine andere Variante ist der Voith-Schneider-Antrieb, bei dem nach unten gerichtete messerartige Flügel durch eine komplexe Mechanik zum Antrieb eingesetzt werden. Schlepper mit diesem Antrieb werden auch als „Voith Wassertrecker“ bezeichnet.
Auf dem alljährlichen Hamburger Hafengeburtstag stellen die Schlepper ihre Wendigkeit unter Beweis. Beim Schlepperballett „tanzen“ die Schiffe im Walzertakt vor den Landungsbrücken.

## Bugsieren
Vielfach erfolgt der Schleppereinsatz nicht per Trossenzug, sondern durch schiebende Kraftausübung mit dem Schlepperbug auf geeignete Stellen des Rumpfes des unterstützten Schiffs, das so genannte Bugsieren. Dies erspart die Leinenverbindung und ermöglicht das Manövrieren auf sehr engem Raum, beispielsweise in Hafenbecken oder beim Anlegen an eine Kaimauer. Der Rumpf des bugsierten Schiffes muss dafür an geeigneten Stellen besonders verstärkt sein, um Verformungen zu vermeiden. Die betreffenden Stellen der Bordwand sind entsprechend markiert, beispielsweise mit dem Schriftzug „TUG“ (nach tugboat, engl. Ausdruck für Schlepper). So haben Bugsierschlepper (nicht zu verwechseln mit der Bugsier-Reederei) neben den üblichen Scheuerleisten große Gummipuffer am Bug und je nach Antriebssystem auch am Heck.
Vergleiche dazu auch die Bug- und Heckpufferleisten an Versetzbooten (VB), die an fahrenden Großschiffen anlegen, um Lotsen zu transferieren. Auch diese ermöglichen Bugsierarbeit.

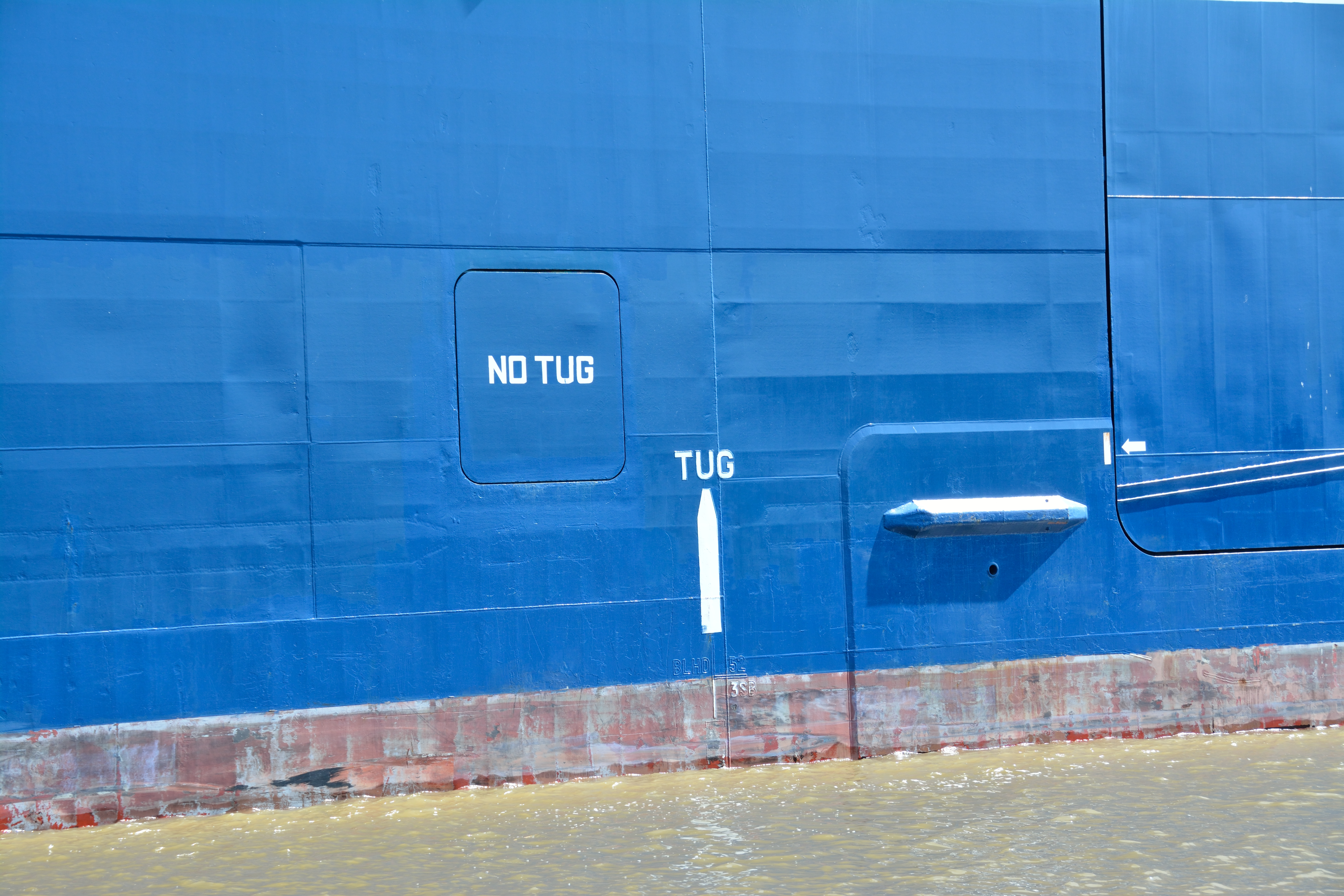
Bordwand mit „TUG“/„NO TUG“-Markierungen für die Schlepper
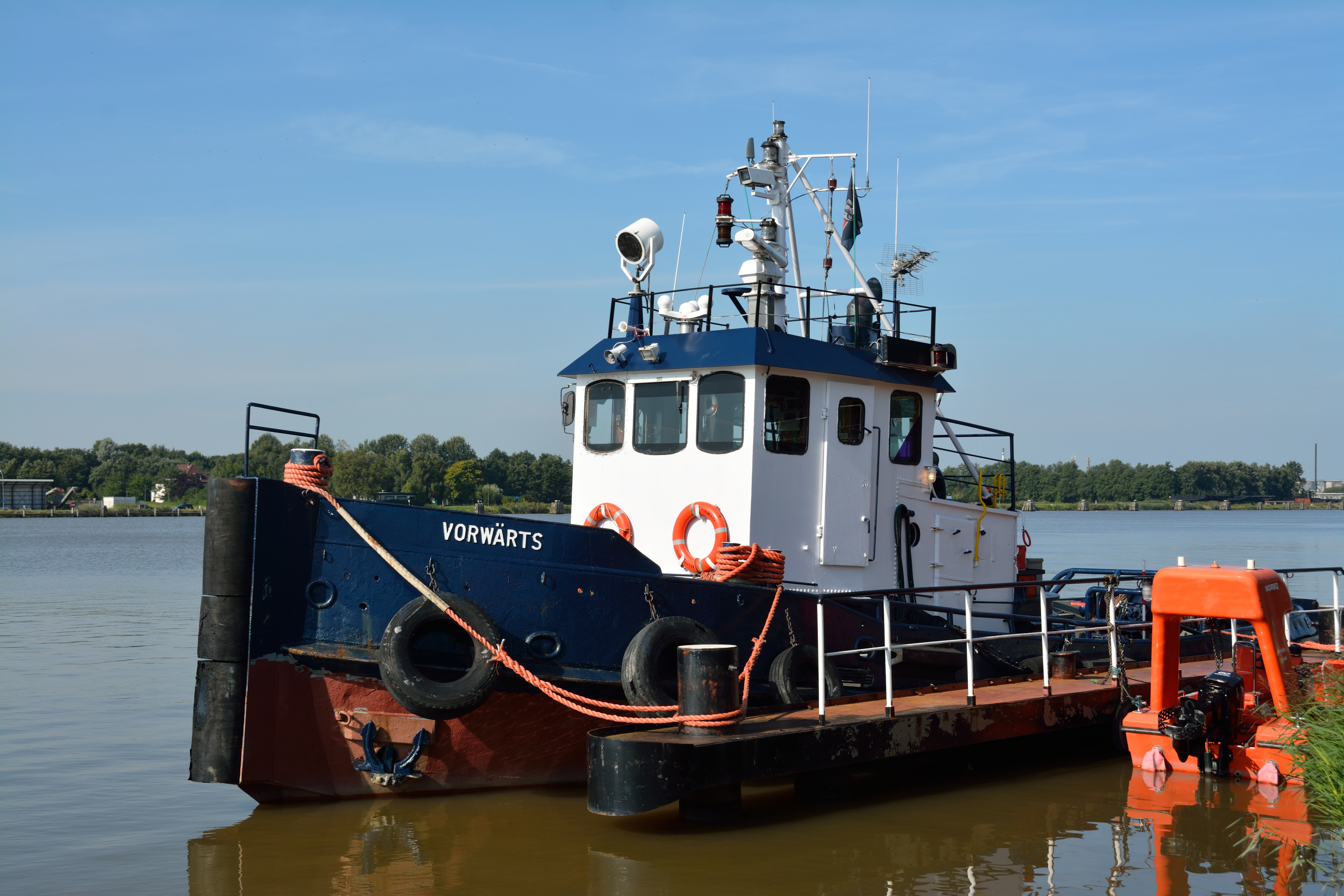
Gummipuffer am Bug eines alten Schleppers in Brunsbüttel

## Geschichte

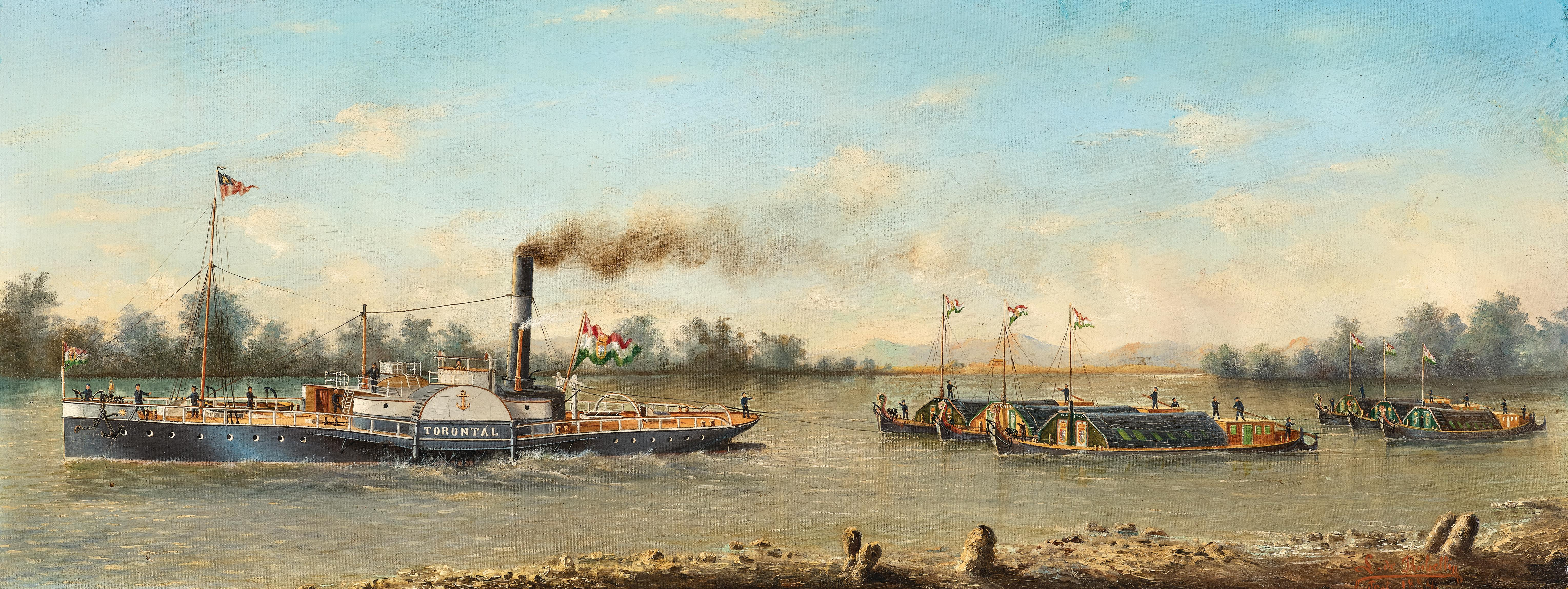
Dampfschlepper Torontál in Ungarn, 1884

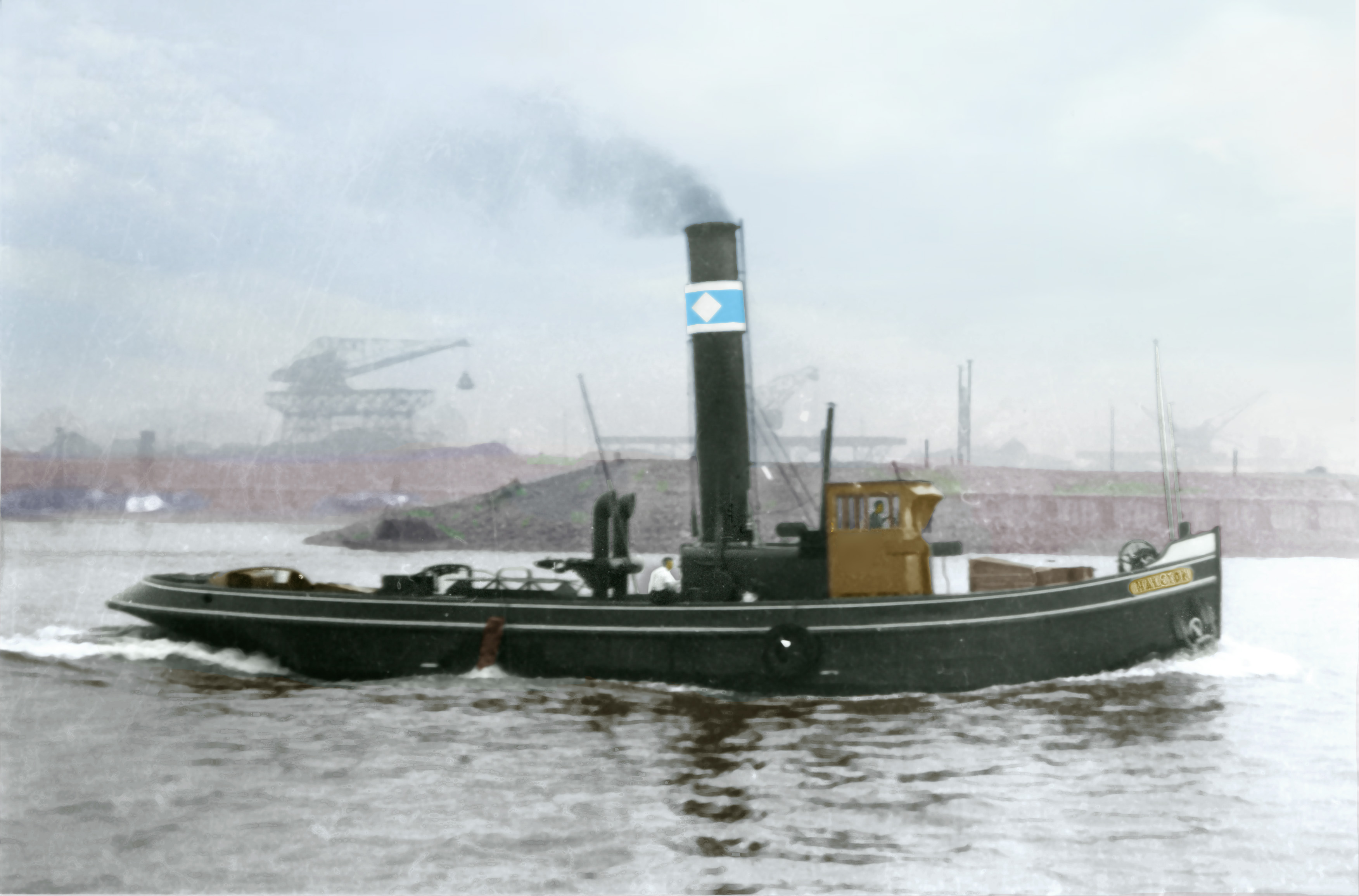
Schrauben-Dampfschlepper „Halcyon“, Baujahr 1929 mit 300 PS vor der Ruhrmündung (Koloriertes Foto aus dem Jahr 1938)

Die ersten Schlepper kommen mit der Verwendung von Dampfmaschinen als Schiffsantrieb im 19. Jahrhundert auf. Bis dahin war das Verholen in den Häfen Handarbeit und das Stromaufziehen von Schiffen das Handwerk der Treidler mit Pferdekraft. Schon 1829 zog der Raddampfschlepper Herkules auf dem Rhein bis zu sechs Segelschiffe mit je 125 Tonnen Ladung.  Ab etwa 1880 werden schraubengetriebene Dampfschlepper auf dem Rhein eingesetzt. Sie erzeugten zwar weniger Zugkraft als vergleichbare Schaufelradgetriebene Schlepper, besaßen aber eine höhere Manövrierfähigkeit für den Hafendienst. Die langen Schleppverbände konnten nicht in die Hafenanlagen einfahren und mussten auf dem Strom ankern. Auf Flüssen wie dem Rhein übernahmen Schraubenboote unter anderem das Verholen von Schleppkähnen von und zu den Schleppverbänden der Raddampfschlepper oder zogen kleine Schleppverbände. Ein 300 Psi Schraubenschlepper wie der abgebildete Halcyon war beispielsweise in den 1930er Jahren das stärkste Schleppboot im Ruhrorter Hafen und diente mit verstärktem Bug auch als Hafen-Eisbrecher, konnte aber nur zwei Schleppkähne stromauf ziehen. Ein 1500 Psi Räderboot wie die Oscar Huber bis zu sieben mit bis zu 6000 Tonnen Ladung. In der Nachkriegszeit wurden Dampfantriebe auch in Deutschland von Dieselmotoren verdrängt.

## Zukunft

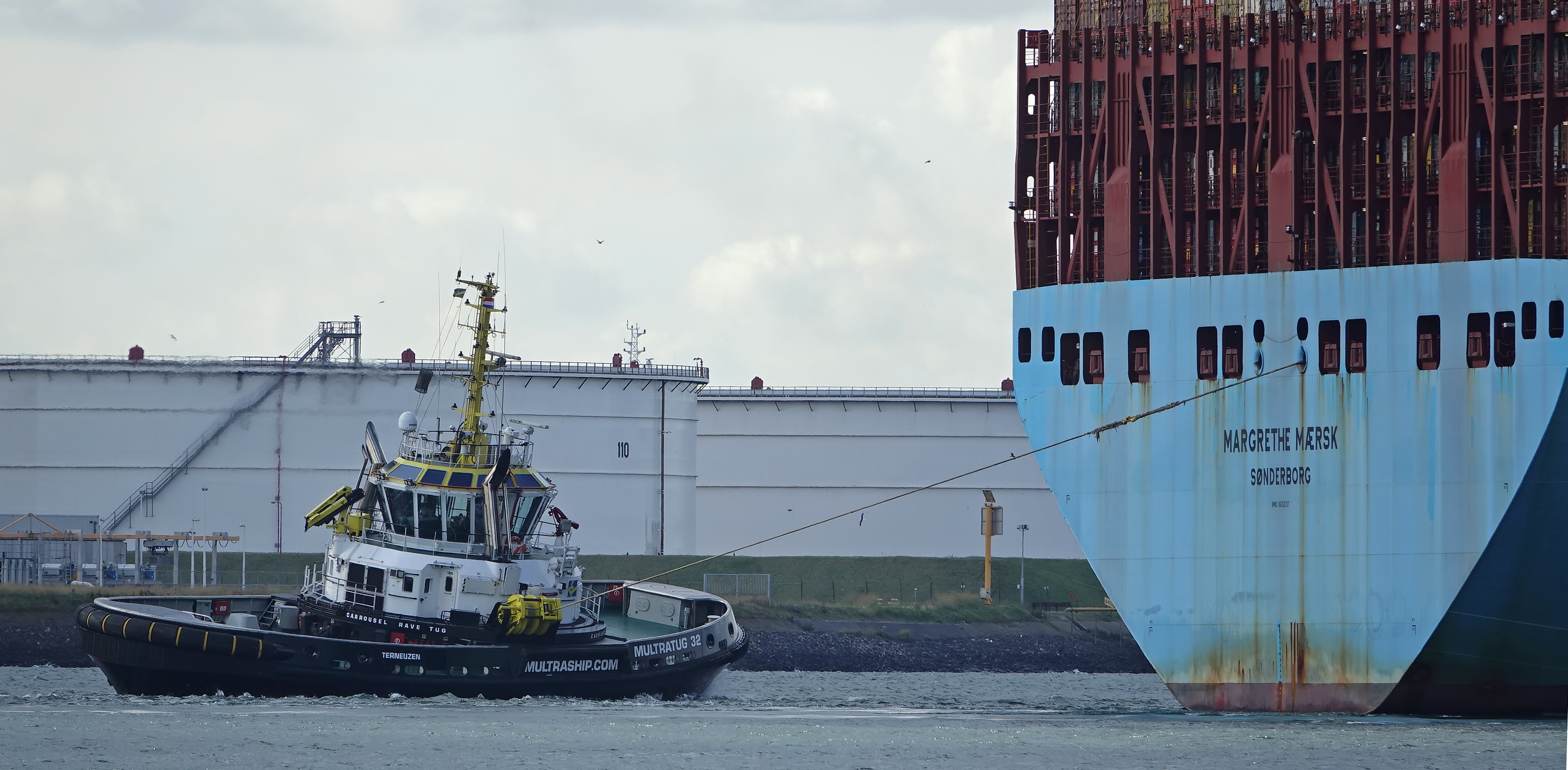
„Multratug 32“ am Heck der „Margrethe Maersk“. Gut sichtbar die um das Deckshaus drehbare Schleppwinde

Als neue Innovation werden Hybridschlepper mit Batterie und Elektromotor kombiniert mit Dieselmotor gebaut.
Der Hafen Antwerpen lässt einen Schlepper mit Antrieb durch Wasserstoff und Diesel bauen.
Neuseeland lässt für den Hafen Auckland den ersten Elektroschlepper bauen, der nur mit Batterien gespeist wird.
Die niederländische Firma Novatug entwickelte den Carrousel Rave Tug, den „Karussellschlepper“, bei dem die Schleppwinde nicht an einem festen Punkt auf dem Deck angebracht ist, sondern diese auf einem Drehkranz frei um das zentrale Deckshaus rotieren kann. Dies steigert die Wendigkeit und Effizienz des Schleppereinsatzes speziell beim Abbremsen und bei der Steuerunterstützung. Durch den immer  optimalen Verlauf der Schlepptrosse besteht keine Kentergefahr für den Schlepper, unabhängig von seiner Position zur Zugrichtung. Der 2018 in Betrieb genommene Prototyp MULTRATUG 32 ist 31,90 m lang, hat 5300 kW Gesamt-Maschinenleistung und je einen VSP-Antrieb unter dem Bug und dem Heck.